# Jean Pélégri
Jean Pélégri (20 de juny del 1920 - 24 de setembre del 2003) va ser un novel·lista i poeta d'origen pied-noir de llengua francesa.
Va ser escriptor i professor de lletres, amic de Mohammed Dib, Kateb Yacine, Mourad Bourboune i de la majoria dels escriptors algerians dels quals, com Jean Sénac, es reclamava, Pélégri sempre es va considerar com un «algerià de cor». Va incloure en els seus prefacis les exposicions dels seus amics pintors Baya, Abdallah Benanteur, Mohammed Khadda, Jean de Maisonseul. Va escriure els diàlegs i participar com guionista i actor a la pel·lícula Les Oliviers de la justice (Les oliveres de la justícia), adaptada de la seva novel·la del mateix nom. Aquesta pel·lícula va obtenir el preu dels Escriptors de cinema i de televisió al festival de Cannes del 1962. Jean Pélégri era també professor al Liceu Buffon al XVè arrondissement de París.

## Obra

### Novel·les i teatre
- L'Embarquement du lundi.  París: Gallimard, 1952.
- Les Oliviers de la justice.  París: Gallimard, 1959. Grand Prix catholique de littérature (Gran premi catòlic de literatura del 1960)
  - Nova edició a Dugas, Guy (editor). Algérie. Un rêve de fraternité (antologia).  París: Omnibus, 1998.
- Le Maboul.  París: Gallimard, 1963.
- L'Homme-caillou.  París: Abdallah Benanteur, 1965.
- Les Monuments du déluge.  París: Christian Bourgois, 1967.
- Slimane.  París: Christian Bourgois, 1968. Obra de teatre en quatre actes, estrenat el 14 de novembre del 1968 al teatre municipal d'Aubervilliers, direcció: J.Luc Combaluzier, amb Jim Adhi Limas.
- L'Homme mangé par la ville.  France-Culture, 1970.
- Le Cheval dans la ville.  París: Gallimard, 1962.
- Le Maître du Tambour (teatre), 1974.
- Ma mère, l'Algérie.  Alger: Laphomic, 1990. ISBN 286869554X.
- Les Etés perdus.  París: Le Seuil, 1999. ISBN 2020367580.

### Filmografia
- Pickpocket, de Robert Bresson (1959) : l'inspector principal ;
- Coup de torchon de Bertrand Tavernier, (1981): pare deLucien Cordier (Philippe Noiret) ;
- Thérèse d'Alain Cavalier, (1986) : paper de Monsieur Martin, pare de la protagonista Thérèse (Catherine Mouchet) i de Céline.